# Андрадина (футболист)
Э́ди Ка́рло Ди́ас Марсал (порт.-браз. Edi Carlo Dias Marçal; 13 сентября 1974, Андрадина, Бразилия), больше известный как Андради́на — бразильский футболист, нападающий. Тренер.

## Биография
В 15 лет в первый раз вышел на поле в составе команды своего города и после той игры был продан. Переехал в штат Парана, где стал играть в главном дивизионе чемпионата. Из-за того, что в команде было несколько игроков по фамилии Карлос, Эди Карло стали звать по названию города, откуда он приехал. Сменив несколько команд, Андрадина в мае 1996 подписал контракт с клубом «Сантос». Единственный мяч в его составе забил 19 октября 1996 года в матче с «Фламенго» (1:2). В следующем году он перестал попадать в основной состав и в 1998 году подписал контракт с российским «Арсеналом» из Тулы. Стоимость трансфера — 300 000 долларов. 29 марта в дебютном матче с «Нефтехимиком» (2:1) на 89-й минуте забил победный мяч с пенальти. За два года, проведённых в команде, Андрадина забил в первенстве первой лиги 45 голов в 75 играх и стал лучшим бомбардиром лиги в 1998 году.
Следующие четыре сезона Андрадина отыграл в чемпионате Японии, в 2004 вернулся в Бразилию, в том же году выиграл Кубок Бразилии с командой «Санту-Андре». С 2005 года играл в чемпионате Польши в клубах «Погонь» Щецин (2005—2007) и «Корона» (2007—2011).
В мае 2011 возвратился в «Погонь», подписав двухлетнее соглашение по схеме «1+1». По итогам сезона 2011/12 «Погонь» поднялась в высшую лигу, а сам Андрадина забил 11 мячей и сделал 14 голевых передач.
13 ноября 2013 года Андрадина сообщил о завершении карьеры. В знак признания заслуг перед «Погонью» его пятый номер был выведен из обращения. Андрадина остался работать в системе клуба — скаутом, а также помощником главного тренера резервной команды.
Позже выступал за клубы низших польских лиг.

## Личная жизнь
У Андрадины трое сыновей: Виттор, Луис Энрике и Эдиего-младший. Летом 2011 года женился на Магдалене, с которой познакомился за два года до этого на свадьбе Радослава Цежняка.